# Oligothrix
Oligothrix là một chi thực vật có hoa trong họ Cúc (Asteraceae).

## Loài
Chi Oligothrix gồm các loài: